# 乌德里
乌德里（法語：Oudry，法語發音：[udʁi]）是法国索恩-卢瓦尔省的一个市镇，属于沙罗勒区。

## 地理
乌德里（46°34'31"N, 4°9'23"E）面积20.78 平方千米，位于法国勃艮第-弗朗什-孔泰大區索恩-卢瓦尔省，该省份为法国中部省份，北起顺时针与科多尔省、汝拉省、安省、罗讷省、卢瓦尔省、阿列省和涅夫勒省接壤。
与乌德里接壤的市镇（或旧市镇、城区）包括：阿鲁河畔马尔利、沙西、热讷拉尔、帕兰日、圣樊尚-布拉尼。

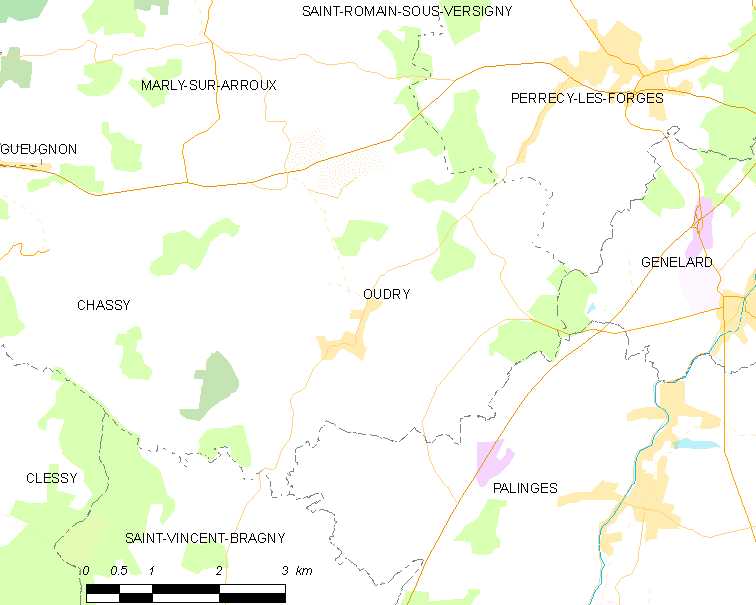
乌德里的OSM定位图

乌德里的时区为UTC+01:00、UTC+02:00（夏令时）。

## 行政
乌德里的邮政编码为71420，INSEE市镇编码为71334。

## 政治
乌德里所属的省级选区为沙罗勒县。

## 人口

1962-2008年间乌德里人口变化图示

乌德里于2022年1月1日时的人口数量为384人。